# Hypotrachyna chlorobarbatica
Hypotrachyna chlorobarbatica är en lavart som beskrevs av Elix & Pooprang. Hypotrachyna chlorobarbatica ingår i släktet Hypotrachyna och familjen Parmeliaceae.   Inga underarter finns listade i Catalogue of Life.